# Javier Arenas Bocanegra
Francisco Javier Arenas Bocanegra (Sevilla, 28 december 1957) is een Spaanse politicus van de conservatieve Partido Popular. Op dit moment is hij voorzitter van de PP in de autonome gemeenschap Andalusië. 

## Loopbaan
Javier Arenas is afgestudeerd in de rechtsgeleerdheid aan de Universiteit van Sevilla. Hij begon zijn politieke loopbaan als lid van de UCD en later de PDP. Van 1983 tot 1987 was hij wethouder in Sevilla en van 1986 tot 1989 lid van het Parlement van Andalusië. Tevens is hij voorzitter van de Andalusische PP van 1993 tot 1999. 
In 1996 maakt Javier Arenas de overstap naar Madrid en de landelijke politiek als premier José María Aznar hem aanwijst als minister van Werkgelegenheid en Sociale zaken. Hij blijft dit drie jaar tijdens de zesde legislatuur, tot hij in 1999 benoemd wordt tot secretaris-generaal van de PP. Dit zou hij blijven tot 2003. Van juli 2002 tot september 2003 is hij, opnieuw onder Aznar, minister van Openbaar bestuur en daarna, tot het einde van de zevende legislatuur in april 2004, minister van het Presidentschap en tweede vicepremier. 
Als de PP in 2004 de macht verliest aan de socialistische PSOE keert Arenas terug naar de Andalusische politiek en stelt zich kandidaat voor het presidentschap van de regio in 2008. Die verkiezingen verliest hij (voor de vierde keer dat hij zich voor de functie kandidaat stelt), maar hij weet wel de beste uitslag ooit te bereiken voor de PP in die regio. 
Tijdens het roerige nationale congres van de PP in Valencia in 2008 toont hij zich aanhanger van Mariano Rajoy. Sinds de overwinning van Rajoy in de parlementsverkiezingen op 20 november 2011 wordt Arenas genoemd voor een mogelijke ministerspost, maar hij wil zelf niet terugkeren naar de landelijke politiek. In 2012 heeft hij een nieuwe, reële kans deze keer om president van de regio Andalusië te worden. 

## Persoonlijk leven
Arenas is getrouwd en heeft drie kinderen.